# Д’Альбер, Шарль
Шарль д’Альбер (фр. Charles d’Albert; 5 августа 1578 — 15 декабря 1621) — фаворит (миньон) французского короля Людовика XIII, который ради него восстановил упразднённое звание коннетабля Франции и в 1619 году учредил для него титул герцога де Люин. Его потомки неофициально носят герцогский титул до сего дня.

## Биография
Происходил из захудалого дворянского рода тосканского происхождения (Альберти). Служил пажом при дворе своего крёстного отца, Генриха IV. Затем его приставили к дофину (позже Людовику XIII), и он сумел заслужить расположение принца, выучив его дрессировать птиц. Сближала их обоих и страсть к охоте.
Когда Людовик XIII достиг совершеннолетия, быстрое повышение Люиня смутило маршала д’Анкра (Кончини), который замышлял избавиться от опасного соперника. Предупреждая его планы, Альбер ловко внушил Людовику XIII мысль сбросить иго маршала и незаметно довёл его до согласия на убийство последнего и казнь его жены. Устранив супругов Кончини, которые были фаворитами вдовствующей королевы Марии Медичи, Альбер устроил изгнание Марии Медичи и епископа (впоследствии кардинала) Ришельё, которые стесняли его влияние на короля, в замок Блуа.
Не удовлетворившись присвоением огромного состояния Кончини, герцог Люин требовал и получал новые должности и титулы для себя и своих родных. Из его братьев старший стал маршалом Франции и герцогом Шоном (Chaulnes), младшего женили на наследнице герцогства Пене-Люксембург, сам фаворит взял в жёны будущую герцогиню Шеврёз из дома Роганов. Водворившись в Лувре, он монополизировал доступ к особе короля и от его имени предписывал свою волю народу. В 1620 году при участии Люиня к Франции был присоединён Беарн.
Поскольку аристократия становилась на сторону королевы-матери, Люинь предвидел беду и решил занять короля войной, направив её против беарнских кальвинистов. Несколько маленьких городов сдались Люиню, получившему восстановленное для него звание коннетабля, но перед Монтобаном счастье покинуло его, и он принужден был снять осаду.
С этих пор его падение было решено Людовиком XIII, который не мог простить ему неудачи.
Умирает он 15 декабря 1621 года в Лонгвиле не в бою, а от «пурпурной
лихорадки» (скорее всего, скарлатины).
После смерти Люиня Мария Медичи помирилась с сыном, получила кардинальскую шляпу для своего советника Ришельё, и ввела его в состав королевского совета.

## Кинематограф
- Жан Браден[фр.] в фильме «Вернемся на Елисейские поля[фр.]» (Франция, 1938)
- Жан Берже в фильме «Капитан» (1960)
- Клод Манн в телесериале «Ришельё» (1977)